# Marc Moulin
Marc Moulin (16 de agosto de 1942, Ixelles (Bélgica)-26 de septiembre de 2008, Ixelles (Bélgica)) era un pianista y productor belga de jazz. Estudió economía y ciencias políticas y fue productor de radio, humorista y dramaturgo.

## Biografía
Formó su primer trío en 1961 con Johnny Griffin y Don Byas. En 1963 se unió al Alex Scorier Jazz Quintet y comenzó a grabar con Philip Catherine. En los setenta, acompañó al piano a músicos como Slide Hampton, Dexter Gordon, Benny Bailey, Clark Terry y Johnny Griffin durante sus conciertos en Bruselas.
En 1969 formó un grupo de jazz con su amigo Philip Catherine, fusionando jazz, funk y rock. A comienzos de los setenta, creó el colectivo vanguardista de jazz rock llamado ‘Placebo’, con influencias del jazz pero también de músicos como Jimi Hendrix, James Brown y Soft Machine, experimentando con el Moog y los primeros sintetizadores. Entre 1971 y 1975 realizó tres discos, que han sido recopilados en el álbum 'Placebo years 1971-1974' editado por Blue Note.
En 1975 realizó el disco ‘Sam' Suffy’ a trío junto a Richard Rousselet (trompeta) y Bruno Castellucci (batería).
Este disco es un cruce de caminos entre el soul, jazz y los inicios de la música electrónica. Moulin utilizó samples de sonidos de hipopótamos o agua, y durante los conciertos usó Moogs pregrabados y los primeros secuenciadores. ‘Sam' Suffy’ ha sido sampleado en múltiples ocasiones por productores contemporáneos como Jill Scott, DJ Vadim y Handsome Boy Modelling School.
En 1978 formó el trío Telex junto a Dan Lacksman y Michel Moers, mucho más orientado hacia el electro-pop con el que realizaron 5 discos entre 1979 y 1986 y que participó en el Festival de la Canción de Eurovisión 1980, quedando en 17.º puesto.
Falleció el 26 de septiembre de 2008 de cáncer de esófago.

## Discografía
- 1971 Ball of Eyes
- 1973 1973
- 1974 Placebo
- 1975 Sam Suffy
- 1986 Picnic
- 1992 Maessage
- 1999 Placebo Years 1971-1974
- 2001 Top Secret
- 2001 Organ
- 2004 Entertainment
- 2007 I Am You
- 2009 Best of